# (15144) Araas
(15144) Araas (2000 EK114) – planetoida z pasa głównego asteroid okrążająca Słońce w ciągu 3,52 lat w średniej odległości 2,31 j.a. Odkryta 9 marca 2000 roku.